# Luddesdown
Luddesdown es una parroquia civil del distrito de Gravesham, en el condado de Kent (Inglaterra).

## Geografía
Según la Oficina Nacional de Estadística británica, Luddesdown tiene una superficie de 8,1 km².

## Demografía
Según el censo de 2001, Luddesdown tenía 198 habitantes (54,04% varones, 45,96% mujeres) y una densidad de población de 24,44 hab/km². El 16,67% eran menores de 16 años, el 76,77% tenían entre 16 y 74 y el 6,57% eran mayores de 74. La media de edad era de 44,2 años. Del total de habitantes con 16 o más años, el 25,45% estaban solteros, el 63,64% casados y el 10,91% divorciados o viudos.
El 95,9% de los habitantes eran originarios del Reino Unido y el 4,1% de cualquier otro lugar salvo del resto de países europeos. Según su grupo étnico, todos eran blancos. El cristianismo era profesado por el 77% y el islam por el 1,5%, mientras que el 12% no eran religiosos y el 9,5% no marcaron ninguna opción en el censo.
108 habitantes eran económicamente activos, 102 de ellos (94,44%) empleados y 6 (5,56%) desempleados. Había 80 hogares con residentes y 3 vacíos.